# Халед бен Мухаммед аль-Атыйя
Халед бен Мухаммед аль-Атыйя (араб. خالد بن محمد العطية‎, род. 9 марта 1967, Доха) — катарский политик, занимавший пост министра иностранных дел с июня 2013 года по январь 2016 года. С января 2016 года занимает пост министра обороны.

## Биография
Родился 9 марта 1967 года в Дохе. Его семья принадлежит к племени Бану Тамим, к которому принадлежит и правящая династия Катара, Аль Тани. Отец Халеда был основателем Вооружённых сил Катара.
Получил степень бакалавра в области авиации в Военно-воздушной академии короля Фейсала в 1987 году, а также степень юриста в Бейрутском арабском университете в 1993 году. Имеет степень магистра государственного права (1991) и степень доктора права (2006), обе — в Каирском университете.
Начал карьеру в качестве лётчика-истребителя и поступил на службу в ВВС Катара, где служил с 1987 по 1995 год. В 1995 году покинул ВВС и основал юридическую фирму. С 2003 по 2008 год занимал пост президента Национального комитета по правам человека. В этот период он также владел юридической фирмой.
С 2008 по 2011 год занимал должность государственного министра по международному сотрудничеству. Также исполнял обязанности министра по делам бизнеса и торговли. В 2009 году он стал членом попечительского совета компании Silatech. Является членом совета директоров и председателем исполнительного комитета компании Diar и членом совета директоров Kahramaa.
В ходе перестановок в кабинете министров в сентябре 2011 года был назначен государственным министром иностранных дел в кабинете, возглавляемом премьер-министром Хамадом бен Джасимом бен Джабером Аль Тани. 26 июня 2013 года в результате перестановок в кабинете министров был назначен министром иностранных дел. Кабинет возглавляет премьер-министр Абдулла бин Нассер бин Халифа Аль Тани.
В ходе очередных перестановок в кабинете министров 27 января 2016 года был заменён на посту министра иностранных дел Мохаммедом бин Абдулрахманом аль-Тани. В ходе той же перестановки был назначен государственным министром обороны.
В 2018 году в интервью журналу «Аль-Таляиа» заявил, что Катар хотел бы вступить в НАТО. По его словам, Катар — основной союзник Североатлантического блока вне альянса. Он также добавил, что НАТО могла бы помочь Катару в борьбе с терроризмом, а также стать гарантом безопасности и стабильности в регионе.